# Agua Puerca, Tamasopo
Agua Puerca är en ort i Mexiko.   Den ligger i kommunen Tamasopo och delstaten San Luis Potosí, i den centrala delen av landet, 260 km norr om huvudstaden Mexico City. Agua Puerca ligger 1 071 meter över havet och antalet invånare är 375.
Terrängen runt Agua Puerca är kuperad. Runt Agua Puerca är det ganska glesbefolkat, med 21 invånare per kvadratkilometer. Närmaste större samhälle är Rayón, 18,9 km nordväst om Agua Puerca. I omgivningarna runt Agua Puerca växer huvudsakligen savannskog.